# Joe Bausch

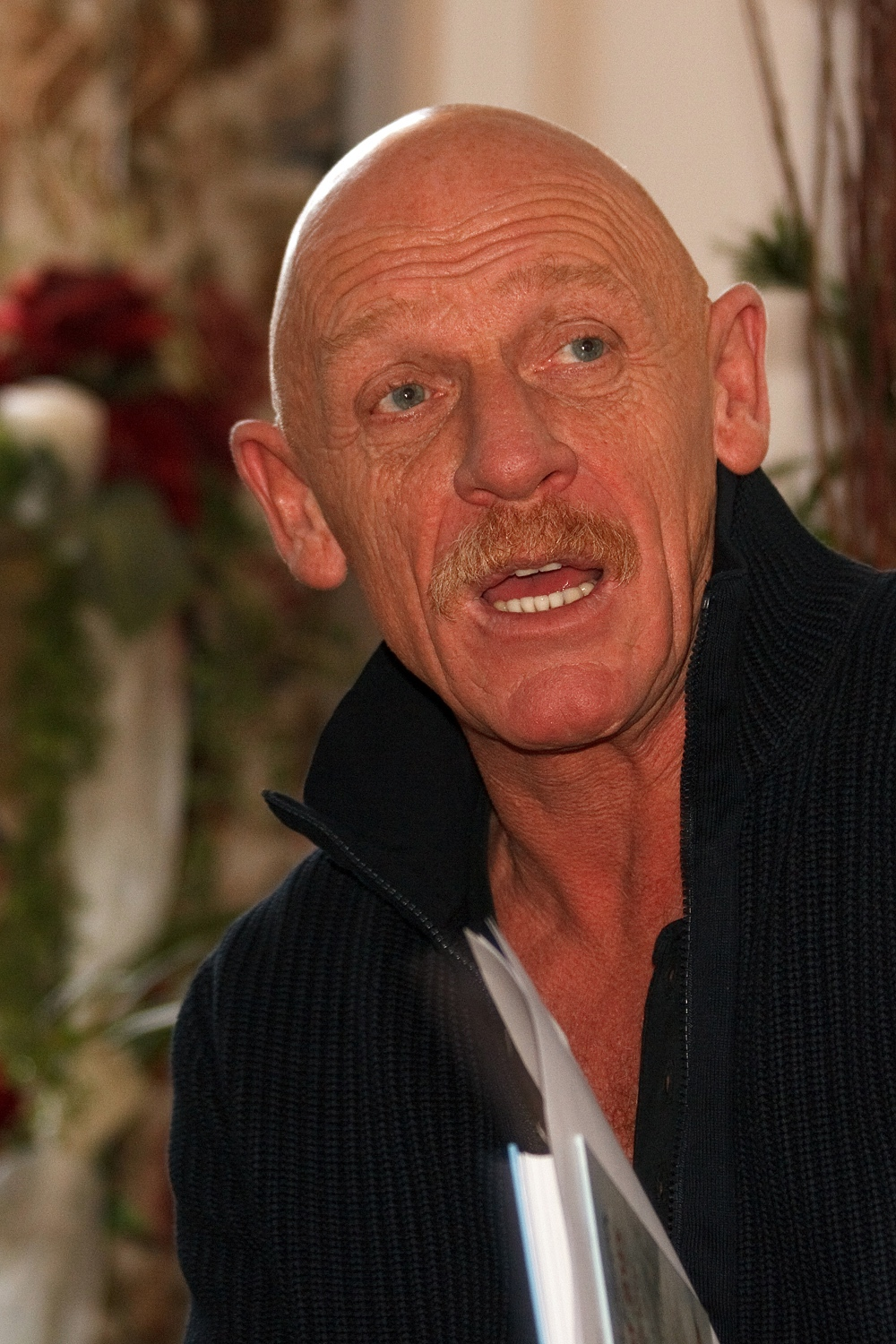
Joe Bausch, 2009

Joe Bausch (eigentlich: Hermann Josef Bausch-Hölterhoff; * 19. April 1953 in Ellar/Westerwald) ist ein deutscher Arzt, Autor, Schauspieler und Hörbuchsprecher.

## Leben

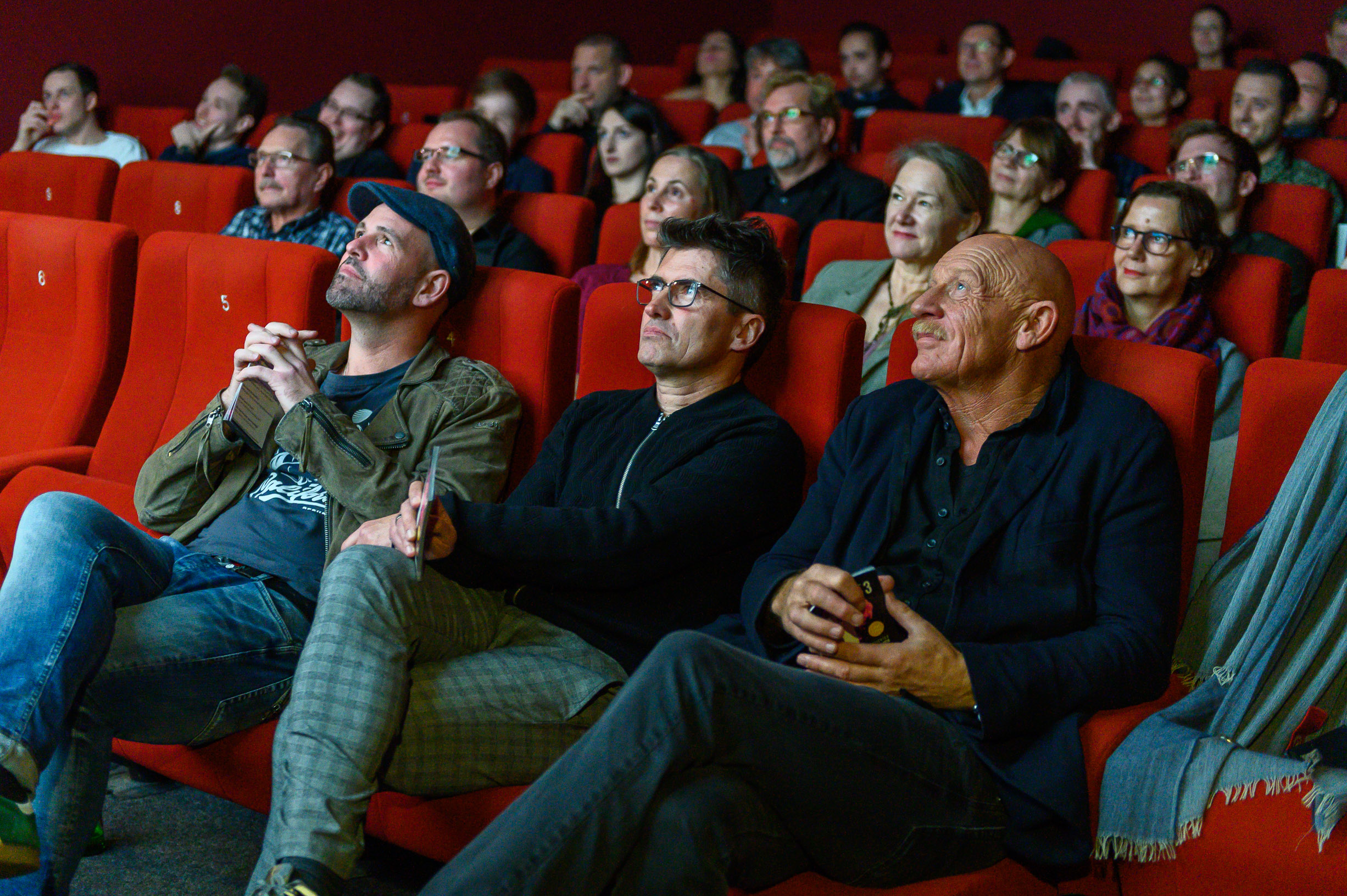
Joe Bausch (rechts) in der Jury des Kurzfilmwettbewerbs Zähne gut – alles gut (2019)

Joe Bausch wurde als ältester Sohn des Landwirts Josef Bausch (1913–1983) und dessen Frau Gertrud, geb. Ax, in Ellar (heute: Gemeinde Waldbrunn (Westerwald)) geboren und wuchs ab dem 15. Lebensjahr weiter auf einem Bauernhof in Oberzeuzheim (Ortsteil von Hadamar) auf. In seiner Kindheit war er Messdiener. 1971 machte er das Abitur auf dem altsprachlichen, humanistischen Fürst-Johann-Ludwig-Gymnasium in Hadamar. Von Oktober 1973 an leistete er seinen Grundwehrdienst ab. Er studierte an der Universität zu Köln und an der Philipps-Universität Marburg Theaterwissenschaft, Politikwissenschaft, Germanistik und Rechtswissenschaften. Es folgte ein Studium der Medizin an der Ruhr-Universität Bochum, das er 1985 mit dem Examen und der Approbation zum Arzt abschloss. Nach Weiter - und Fortbildungen wurde er 1991 Facharzt für Allgemeinmedizin mit Zusatzqualifikationen in Betriebs-, Sucht-, Ernährungs-, Reise- und Notfallmedizin. Zuletzt erwarb er noch 2022 die Qualifikation als Arzt für Medizinische Begutachtung. Bausch ist seit 1986 verheiratet und hat eine Tochter.
Joe Bausch sammelte seine ersten Schauspielerfahrungen in der Theatergruppe um Roland Rebers Theaterpathologisches Institut (TPI) zu Beginn der 1980er Jahre. Zum Ensemble gehörten u. a. auch Thirza Brunken, Ludger Burmann und Jochen Nickel. In der Schulenburg in Hattingen und zuletzt im Hilpert Theater in Lünen fanden Stücke wie Mister Buffo nach Dario Fo, Mein Traum …, Hotel der verlorenen Träume, Todesrevue, Und sie legten den Blumen Handschellen an nach Fernando Arrabal ein breites, überregionales Publikum. Auf der Bühne war Bausch zuletzt 1993 im Prinzregenttheater Bochum zu sehen. Gemeinsam mit Ingo Naujoks trat er in der Wiederaufnahme des Zweipersonenstücks Oui nach Gabriel Arout (Premiere 1986) auf, das die letzte Nacht von zwei Gefangenen in einem Gestapo-Gefängnis erzählt.
Von 1986 an war er Anstaltsarzt in der Justizvollzugsanstalt Werl. Er trug zuletzt die Amtsbezeichnung Leitender Regierungsmedizinaldirektor. Seine Erfahrungen und Erlebnisse als Gefängnisarzt beschreibt er 2012 in seinem ersten Buch Knast, das auch mehrere Kapitel zu seinem persönlichen Leben enthält. Sein zweites Buch Gangsterblues beinhaltet wahre Geschichten über Verbrecher, literarisch verfremdet. Es erschien 2018. Im November desselben Jahres wurde er pensioniert. Sein 3. Buch Maxima Culpa erschien 2022 und wurde ebenfalls ein Bestseller. Sein aktuelles biografisches Buch Verrücktes Blut ist im Juni 2024 erschienen. Er war mehrere Jahre für die DKMS und drei Jahre lang werbend für die Deutsche Apotheker- und Ärztebank, der er als Mitglied angehört, tätig.

## Fernsehkarriere
1985 debütierte Bausch neben Götz George in dem Kino-Tatort Zahn um Zahn. Danach spielte er unter anderem in mehreren Episoden von Der Fahnder (Regie Dominik Graf), Auf Achse (mit Manfred Krug und Armin Rohde), Die höllischen Nachbarn ; in zahlreichen Fernsehfilmen u. a. Schlaraffenland, Ich, der Boss, Nie mehr zweite Liga, Hecht und Haie, Wilsberg, Faust, Peter Strohm, Heldt sowie in Kinofilmen wie Late Show, Still Movin` Baltic Storm, Tattoo, Menu total (mit Helge Schneider, Regie Christoph Schlingensief). Er war in der zweiten Folge der ARD-Daily-Soap Verbotene Liebe zu sehen, in der er die Gastrolle Fritz Konrad, den Vater von Hauptfigur Anna Konrad, verkörperte. Regelmäßige Auftritte hat er seit 1997 in der WDR-Krimiserie Tatort als Gerichtsmediziner Dr. Joseph Roth an der Seite von Klaus J. Behrendt und Dietmar Bär (Ballauf und Schenk). 2005 spielte er in gleicher Rolle auch im Münsteraner Tatort (Der doppelte Lott) mit und 2013 an der Seite von Ulrich Tukur den Keitel in Rommel. 2006 moderierte er vier Folgen der WDR-Serie Kriminalzeit. Vom 5. Oktober 2009 bis zum 2. September 2011 war er regelmäßig in der Sendung Die Ärzte – der Medizintalk im ZDF mit der Moderatorin Andrea Ballschuh und Ruth Moschner sowie Thomas Kurscheid und Karella Easwaran zu sehen. Seit 2016 führt er als Gastgeber und Experte durch die Sendung Im Kopf des Verbrechers bei SAT.1 Gold und als Gastgeber und Moderator durch die Sendung Überführt für ZDFinfo. 2016 war er Presenter und Moderator von Stell dich deiner Sucht bei SAT.1. und 2021 Moderator von Ausgerechnet Ich bei RTL2. Gemeinsam mit der Journalistin Sina Deutsch produzierte er bis Januar 2024 allein 121 Folgen des Podcasts Im Kopf des Verbrechers. Seit 2012 ist Joe Bausch regelmäßig mit Lesungen und Vorträgen aus seinen Büchern im gesamten deutschsprachigen Raum unterwegs. Im Nov. 2012 war er mit Knast zur Buchmesse in Moskau eingeladen.

## Engagements
Mit Behrendt, Bär und anderen Tatort-Kollegen engagiert sich Bausch für den Verein Tatort – Straßen der Welt e. V., der sich für philippinische Straßenkinder einsetzt und auf die viel beachtete Tatort-Folge Manila aus dem Jahr 1998 zurückgeht, die das Schicksal philippinischer Straßenkinder und Kindesmisshandlung thematisierte. Am 6. Dezember 2013 überreichte ihm Nordrhein-Westfalens Ministerin für Bundesangelegenheiten, Europa und Medien, Angelica Schwall-Düren (SPD), dafür und für zahlreiche andere ehrenamtliche Engagements das Bundesverdienstkreuz.
Im Jahr 2006 wurde er von der Internationalen Stiftung zur Förderung von Kultur und Zivilisation für besondere Verdienste um einen menschlichen Strafvollzug mit der Fliedner-Medaille ausgezeichnet. Er ist Schirmherr verschiedener caritativer Projekte (Stiftung Polizeiseelsorge, Stiftung Kind und Jugend, Neuroblastom-Forschungsprojekt der Universität - Kinderklinik Mannheim, Zivilcourage - Preis der Bürgerstiftung EmscherLippe - Land,  des Zentrums für seltene Erkrankungen der Uniklinik Bonn, ZSEB), war Kuratoriumsmitglied der Aidshilfe NRW e. V. und des Gesundheitscampus NRW.

## Bücher
- Knast. Ullstein Verlag, Berlin 2012, ISBN 978-3-550-08004-3.
- Gangsterblues. Harte Geschichten. Ullstein Verlag, Berlin 2018, ISBN 978-3-86493-056-0.
- Maxima Culpa. Ullstein Verlag, Berlin 2022, ISBN 978-3-8437-2693-1.
- Verrücktes Blut. Oder: Wie ich wurde, wer ich bin. Ullstein Verlag, Berlin 2024, ISBN 978-3-86493-248-9.